# Coppa Libertadores 2014 (calcio a 5)
La Coppa Libertadores 2014 è la 13ª edizione del torneo continentale riservato ai club di calcio a 5 vincitori nella precedente stagione del massimo campionato delle federazioni affiliate alla CONMEBOL. La competizione si è giocata dal 21 al 27 aprile 2014.

## Squadre partecipanti
Tutte le nazioni schierano due squadre, per un totale di 10 squadre.

### Lista
I club sono stati ordinati in ordine alfabetico della federazione.

| Rank | Squadra         | Zona |
| ---- | --------------- | ---- |
| 1    | Boca Juniors    | Sud  |
| 2    | América del Sud | Sud  |
| TH   | Intelli         | Sud  |
| 4/H  | Atlântico       | Sud  |
| 5    | Palestino       | Sud  |
| 6    | Concepción      | Sud  |
| 7    | Sport Colonial  | Sud  |
| 8    | Star´s Club     | Sud  |
| 9    | Old Christians  | Sud  |
| 10   | Peñarol         | Sud  |

Note
- (TH) Squadra campione in carica
- (H) – Squadra ospitante

### Formula
Le 10 squadre si affrontano in due gironi da cinque, sorteggiati il 19 aprile. Le prime due di ogni girone accedono alla fase finale ad eliminazione diretta.

## Fase a gironi

### Zona Nord
Il torneo della zona nord non si è disputato per motivi organizzativi, di conseguenza il vincitore della zona sud viene decretato campione della torneo.

### Zona Sud

#### Gruppo A
| Squadra         | P.ti | G | V | N | P | GF | GS | DR  |
| --------------- | ---- | - | - | - | - | -- | -- | --- |
| Atlântico       | 12   | 4 | 4 | 0 | 0 | 24 | 3  | +21 |
| América del Sud | 9    | 4 | 3 | 0 | 1 | 16 | 10 | +6  |
| Old Christians  | 6    | 4 | 2 | 0 | 2 | 10 | 9  | +1  |
| Sport Colonial  | 3    | 4 | 1 | 0 | 3 | 8  | 20 | -12 |
| Palestino       | 0    | 4 | 0 | 0 | 4 | 2  | 18 | -16 |

#### Gruppo B
| Squadra      | P.ti | G | V | N | P | GF | GS | DR  |
| ------------ | ---- | - | - | - | - | -- | -- | --- |
| Boca Juniors | 10   | 4 | 3 | 1 | 0 | 18 | 3  | +15 |
| Intelli      | 9    | 4 | 2 | 0 | 2 | 22 | 14 | +8  |
| Star´s Club  | 4    | 4 | 1 | 1 | 2 | 16 | 14 | +2  |
| Peñarol      | 3    | 4 | 1 | 0 | 3 | 13 | 20 | -7  |
| Concepción   | 3    | 4 | 1 | 0 | 3 | 7  | 25 | -18 |

## Fase a eliminazione diretta

### Tabellone
|  | Semifinali      | Semifinali      | Semifinali   |              |           | Finale          | Finale          | Finale          |  |
|  |                 |                 |              |              |           |                 |                 |                 |  |
|  | Atlântico       | Atlântico       | 4            |              |           |                 |                 |                 |  |
|  | Atlântico       | Atlântico       | 4            |              |           |                 |                 |                 |  |
|  | Intelli         | Intelli         | 3            |              |           |                 |                 |                 |  |
|  | Intelli         | Intelli         | 3            |              | Atlântico | Atlântico       | 3               |                 |  |
|  |                 |                 |              |              | Atlântico | Atlântico       | 3               |                 |  |
|  |                 |                 | Boca Juniors | Boca Juniors | 2         |                 |                 |                 |  |
|  | Boca Juniors    | Boca Juniors    | Boca Juniors | Boca Juniors | 2         | 4               |                 |                 |  |
|  | Boca Juniors    | Boca Juniors    |              |              |           | 4               |                 |                 |  |
|  | América del Sud | América del Sud | 0            |              |           | Finale 3º posto | Finale 3º posto | Finale 3º posto |  |
|  | América del Sud | América del Sud | 0            |              |           |                 |                 |                 |  |
|  |                 |                 |              |              |           |                 |                 |                 |  |
|  |                 |                 |              |              |           | Intelli         | Intelli         | 7               |  |
|  |                 |                 |              |              |           | Intelli         | Intelli         | 7               |  |
|  |                 |                 |              |              |           | América del Sud | América del Sud | 2               |  |